# Association des astronautes autonomes

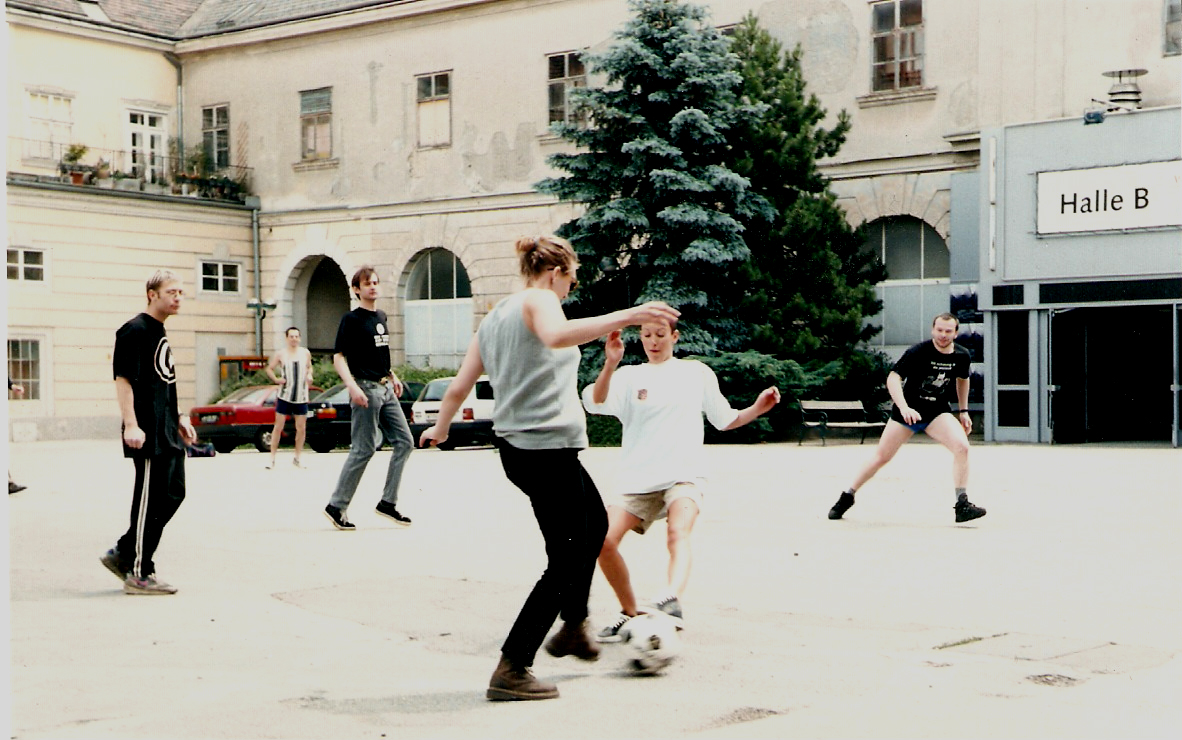
ASSOCIATION AA

L'Association des Astronautes Autonomes est un réseau mondial de groupes dédiés à la construction de leurs propres vaisseaux spatiaux. L'AAA a été fondée le 23 avril 1995. Bien que beaucoup de leurs activités ont été rapportées comme de sérieuses participations à des conférences ou des manifestations contre la militarisation de l'espace, certaines personnes ont plutôt considéré l'AAA comme un canular artistique, littéraire, médiatique, ou simplement comme une parodie élaborée. L'AAA a de nombreuses sections locales indépendantes les unes des autres, l'AAA fonctionnant efficacement comme pseudonyme collectif à l'instar de Luther Blissett.
Le plan quinquennal de l'AAA, une référence autant à Star Trek qu'aux plans quinquennaux soviétiques, a été « d'établir un réseau planétaire pour mettre fin au monopole d'État sur le voyage spatial détenu par les industriels, les gouvernements et les armées ». Les artistes qui se sont impliqués étaient souvent liés à la scène Techno Hardcore, au néoïsme, au collectif fantôme Luther Blissett, et de manière générale à la scène fanzine ou au mouvement du Mail-Art. La fin du plan quinquennal fut déclarée en 2000 à la conférence Fortean Times, bien que certaines sections aient continué leurs activités jusqu'à nos jours. Plusieurs astronautes autonomes ont expérimenté des vols d'entraînement à l'apesanteur.
En 2001 a été publié le livre Quitter la Gravité, l'anthologie française de l'Association des Astronautes Autonomes.

## Groupes de l'AAA
- AAA mailing list
- AAA 333 Bologna (Italie)
- AAA Anzio (Italie)
- AAA Vienna (Autriche)
- Raido AAA (Royaume-Uni)
- Nomad AAA
- AAA Glasgow Cabal (Royaume-Uni)
- AAA Kernow (Royaume-Uni)
- Disconaut AAA (Royaume-Uni)
- Dionysian AAA (Royaume-Uni)
- Inner City AAA (Royaume-Uni)
- East London AAA (Royaume-Uni)
- Jungle AAA (Pays-Bas)
- Oceania AAA
- AAA Aotearoa (Nouvelle-Zélande)
- AAA Albany (États-Unis)
- AAA Insurgent Cosmos
- AAA Parasol (Royaume-Uni)
- AAA Toronto (Canada)
- AAA Noordung (Slovénie)
- AAA Argentina
- AAA Guyane (France)
- Orgone AAA
- AAA Paris Nord (France)
- AAA Paris Sud (France)
- AAA Montpellier (France)
- AAA Amsterdam/Area 23 (Pays-Bas)
- AAA Twin Cities (Minnesota, États-Unis)
- AAA Porto (Portugal)

## Musique
- "Rave In Space" CD (2000) : http://www.discogs.com/Various-Rave-In-Space/release/379802

## Contributeurs
Ont contribué (liste non exhaustive) : Konrad Becker, Jason Skeet, Riccardo Balli, Ewen Chardronnet, Nigel Ayers (en), Mark Servian, John Eden, Fabian Tompsett, Kitsou Dubois, Dragan Zivadinov (en), Michel Comte, Luther Blissett, Ubald Hirch, François Robin, Andrea Mu-b, Michael Benson, Christoph Fringel, Valerio Evangelisti, Gino Molinari, James Becht, Christophe Cauchy, Sylvain Guéguen, Annick Bureaud, Wilfried Houjebek, Brian Holmes (en), Marko Peljhan, Mécanosphère (en), Pascal Simon, Kodwo Eshun (en), Ovidie.

## Influences de l'AAA
- Luther Blissett
- Datacide magazine :https://datacide-magazine.com/
- Social Fiction : http://socialfiction.org
- Association Psychogéographique de Londres : http://www.unpopular.demon.co.uk/lpa/organisations/lpa.html
- Gigabrother : http://www.gigabrother.com
- The Laboratory Planet journal : http://www.laboratoryplanet.org

## D'autres lectures
- Mind Invaders: A Reader in Psychic Warfare, Cultural Sabotage and Semiotic Terrorism, Stewart Home, Serpent's Tail (London), 1997
Une vue d'ensemble des activités des néoïstes à la fin des années 1990, qui inclut une partie sur les deux premières années de l'AAA.
- Unleashing the Collective Phantoms, Brian Holmes (en), Autonomedia, USA, 2008
« Réveiller les fantômes collectifs », un texte évoquant l'AAA et les fantômes collectifs : http://brianholmes.wordpress.com/reveiller-les-fantomes-collectifs/
- Anche Tu Astronauta: guida all'esplorazione independente dello spazio, Riccardo Balli, Castelvecchi editore, Roma, 1998.
L'anthologie italienne de l'AAA publiée par Riccardo Balli.
- Le lyber de l'anthologie Quitter la Gravité sur le site des éditions de l'éclat : http://lyber-eclat.net/lyber/aaa/quitter_la_gravite.html
- Le journal La Planète Laboratoire, en français et en anglais : http://www.laboratoryplanet.org